# 石居直
石居 直（いしい なお、1988年5月6日 - ）は、香川県三豊市出身の歌手　うどんシンガー。

## 人物
大阪でストリートダンスを学び、高校卒業後歌手を目指し上京。
2013年１月からシーエムジャパンに所属し、地元香川県をPRしながら家族や故郷に対する思いを伝えるうどんシンガーとして活躍する。

### インターネット
K-Station Music
毎週木曜日　２０時～　MusicProcedure　